# Solarnia (województwo opolskie)
Solarnia (niem. Salzforst (od 1936)) – wieś w Polsce położona w województwie opolskim, w powiecie kędzierzyńsko-kozielskim, w gminie Bierawa.

## Nazwa
Nazwa miejscowości wywodzi się od soli - polskiej nazwy minerału halitu. Heinrich Adamy w swoim dziele o nazwach miejscowości na Śląsku wydanym w 1888 roku we Wrocławiu jako najstarszą nazwę miejscowości wymienia Solarnia podając jej znaczenie „Salzlager”, czyli w języku polskim „obozowisko wydobywania soli”. 
W 1936 roku w okresie narodowego socjalizmu administracja III Rzeszy zmieniła historyczną nazwę Solarnia na całkowicie niemiecką Salzforst, czyli „Solny las” nawiązującą do pierwotnego znaczenia.

## Historia
Osada została założona w 1631. Znajdował się tutaj mały zakład w którym odparowywano wodę w celu uzyskania soli.
W latach 1975–1998 miejscowość położona była w województwie opolskim.
Przez Solarnię przechodzi droga wojewódzka nr 425.